# Harald Kaarman
Harald Kaarman (né le 12 décembre 1901 à Paide à l'époque dans l'Empire russe et aujourd'hui en Estonie, et mort le 19 août 1942 à Sverdlovsk à l'époque en URSS et aujourd'hui en Russie) est un joueur de football international estonien, qui évoluait au poste de milieu de terrain.
Il meurt exécuté après avoir été déporté dans un goulag stalinien.

## Biographie

### Carrière en club
Harald Kaarman joue en faveur du Tallinna Kalev puis du Tallinna JK. Il remporte avec ces équipes deux titres de champion d'Estonie.

### Carrière en sélection
Harald Kaarman reçoit 17 sélections en équipe d'Estonie, sans inscrire de but, entre 1921 et 1926.
Il joue son premier match en équipe nationale le 22 juillet 1921, en amical contre la Suède (match nul et vierge à Tallinn). Il reçoit sa dernière sélection le 19 septembre 1926, en amical contre la Lettonie (victoire 0-1 à Riga).
Il participe avec l'équipe d'Estonie aux Jeux olympiques de 1924. Lors du tournoi olympique organisé à Paris, il joue un match contre les États-Unis (défaite 1-0 au Stade Pershing).
A deux reprises, il est capitaine de la sélection estonienne, lors de l'année 1924.

## Palmarès
| Tallinna Kalev - Championnat d'Estonie (1) : - Champion : 1923. |  | TJK - Championnat d'Estonie (1) : - Champion : 1926. |